# Rodrigo Pinho
Rodrigo Cunha Pereira de Pinho, mais conhecido como Rodrigo Pinho (Henstedt-Ulzburg, 30 de maio de 1991), é um futebolista brasileiro nascido na Alemanha que atua como atacante. Atualmente, defende o Estrela da Amadora.

## Carreira

### Início
Nascido em Henstedt-Ulzburg quando seu pai jogava no Hamburgo, a família  de Rodrigo retornou para o Brasil quando ele tinha 1 ano de idade. Rodrigo começou a sua carreira no Bangu, onde foi artilheiro do Campeonato Carioca Sub-20 em 2011, começou a se destacar entre os profissionais durante a excursão que o clube fez à Europa, em 2012. Em 2013, foi emprestado a Cabofriense até dezembro. Após ser campeão do Campeonato Carioca - Série B e garantir o acesso do clube de Cabo Frio para a elite, Rodrigo Pinho retornou ao Alvirrubro da Zona Oeste para a disputa da Copa Rio. As diretorias de ambos os clubes entraram em um acordo, e o atleta pôde ser liberado antes do término do compromisso. Rodrigo Pinho deixou a Cabofriense com cinco gols marcados na competição. O mais importante deles foi o gol de empate na partida contra o America, em que a equipe perdia por 1 a 0 em casa até os 38 do segundo tempo. Sem dúvidas, aquele resultado foi fundamental para o retorno do time à Série A. Na temporada de 2014, depois de disputar o Campeonato Carioca pelo clube que o revelou, Rodrigo foi novamente emprestado, dessa vez ao Madureira para da Série C do Brasileirão e da Copa Rio. Ao fim do empréstimo e com belas atuações pelo Tricolor Suburbano, marcando gols decisivos, o atacante decidiu não renovar com o Bangu e assim, acertou um contrato em definitivo com o Madureira até dezembro de 2015.

### Braga
Após ser vice-artilheiro do Campeonato Carioca de 2015 e artilheiro da Taça Rio, com nove gols, foi negociado com o Braga, Portugal, com quem assinou contrato por quatro anos.

### Marítimo
Em 29 de julho de 2017, Rodrigo Pinho assinou por quatro temporadas com o Marítimo.

### SL Benfica
Após 3 anos e meio no Marítimo, no melhor ano da sua Carreira em janeiro de 2021 podia assinar o pré-contrato e assinou com o Benfica.

## Vida pessoal
Rodrigo Pinho é filho do grande atacante Nando, também formado pelo Bangu e que passou pelo Flamengo, em 1989.

## Títulos
Marítimo
- Taça da Madeira: 2017–18

Madureira
- Taça Rio: 2015

Cabofriense
- Campeonato Carioca - Série B: 2013

Benfica
- Primeira Liga: 2022–23